# Plaza Zhongshan (Dalian)

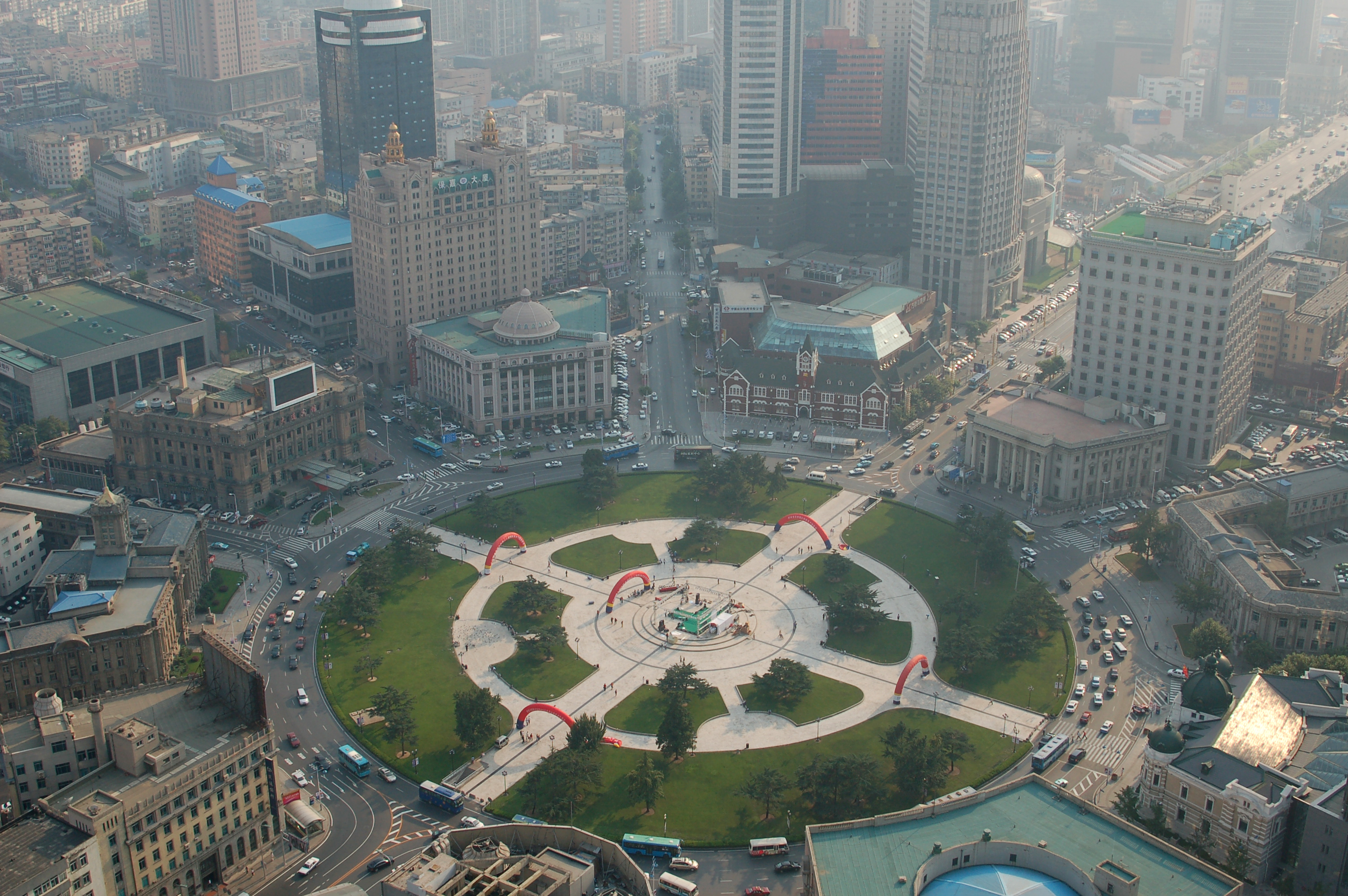
Zhongshan Square, Dalian (2006)

Zhongshan Square (en chino simplificado, 中山广场t=中山廣場) es la plaza más conocida de Dalian, Liaoning, China. Diseñada originalmente por los rusos en el siglo XIX, es especialmente conocida por los edificios clásicos que se sitúan en ella, construidos en la primera mitad del siglo XX por los japoneses.
Situada en el centro del Distrito de Zhongshan, Zhongshan Square y las calles adyacentes Zhongshan y Renmin se consideran el distrito financiero de Dalian.

## Historia

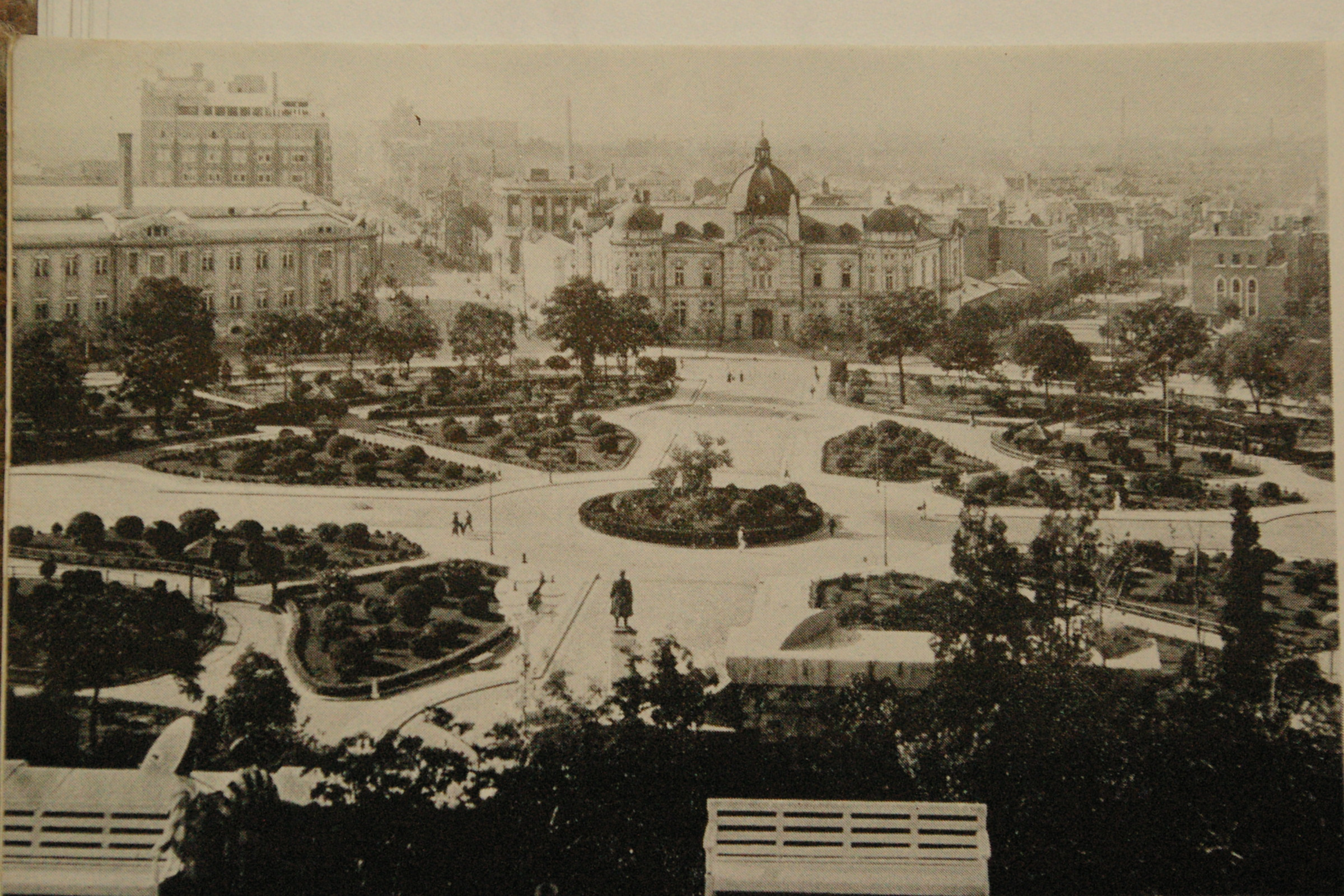
Zhongshan Square se llamaba "Gran Plaza" (1940)

La plaza fue construida originalmente en 1898 por los rusos como Nikolayevskaya Square (del ruso: Николаевская площадь), que significa plaza de Nikolai). Posteriormente, fue renombrada por los japoneses como Ōhiroba (en japonés: 大広場, que significa gran plaza, comparada con la más pequeña Nishihiroba (en japonés: 西広場) que significa plaza del oeste, actualmente Friendship Square (en chino tradicional, 友好廣場; en chino simplificado, 友好广场). Después de 1945, fue renombrada una vez más como Zhongshan Square, en honor a Sun Zhongshan, primer presidente de la República de China.

## Diseño
Zhongshan Square tiene un diámetro de 213 m. En el interior de la rotonda, que tiene cinco carriles, hay una zona verde y una zona pavimentada donde la gente se reúne para bailar en las noches de verano, participar en rincones de idiomas extranjeros, o hacer otras cosas. Hay pasadizos subterráneos que conducen al interior de la plaza desde Zhongshan Road y Renmin Road.
Diez calles irradian desde la plaza, en el sentido de las agujas del reloj:
- Shanghai Road (上海路) - norte
- Minsheng Street (民生街)
- Qiyi Street (七一街)
- Renmin Road (人民路) - este
- Luxun Road (鲁迅路)
- Jiefang Street (解放街)
- Yan'an Road (延安路) - sur
- Yuguang Street (玉光街)
- Zhongshan Road (中山路) - oeste
- Minkang Street (民康街)

Las calles Renmin y Zhongshan forman la principal arteria este-oeste de downtown Dalian. Al este de la plaza está Renmin Road, que pasa por la zona hotelera hacia Gangwan Square, cerca del Puerto de Dalian. Al oeste de la plaza está Zhongshan Road, que pasa por Frendship Square, Qingniwaqiao y el Ayuntamiento, hacia Lushun.